# Rudolf Strobl
Rudolf Strobl (ur. 15 kwietnia 1831 w Opawie, zm. 14 maja 1915 w Warszawie) – polski pianista i pedagog muzyczny pochodzenia niemieckiego.
Rozpoczął naukę gry na fortepianie u swojego ojca, i kontynuował ją w Konserwatorium Wiedeńskim u Roberta Volkmanna (1815–1883) i Josefa Fischhofa (1804–1857).
Został nauczycielem muzyki w Żytomierzu, od roku 1855 zamieszkał w Warszawie. 
W latach 1866–1896 uczył w Warszawskim Instytucie Muzycznym, w latach 1888–1891 sprawował funkcję dyrektora, jako następca Aleksandra Zarzyckiego, który jako poddany austriacki musiał opuścić to stanowisko w związku ze zmianą prawa o zatrudnieniu obywateli obcych państw.
Do uczniów Rudolfa Strobla należeli m.in. kompozytor, pianista, akompaniator, pedagog Antoni Zygmunt Biliński, Władysław Biliński, Anna Bilińska, Henryk Bobiński, Ignacy Jan Paderewski, Józef Śliwiński, Aleksander Różycki, Henryk Melcer-Szczawiński, Henryk Pachulski i Feliks Konopasek. 
I.J.Paderewski dedykował mu Impromptu F-dur.